# 中西寅雄
中西 寅雄（なかにし とらお、1896年3月11日 - 1975年4月25日）は、日本の会計学者・経営学者。経済学博士。東京帝国大学教授であり、日本の経営学の創始者であった。大阪大学経済学部教授（学部長）、慶應義塾大学商学部教授、拓殖大学商学部教授を歴任した。和歌山県那賀郡東貴志村（現・紀の川市)出身。
1945年（昭和20年）11月27日～1946年（昭和21年）2月26日、大蔵省物価部会主査（部会長 大内兵衛）として、終戦直後の混乱期における物価の安定を図った。1962年（昭和37年）11月、大蔵省企業会計審議会、原価計算基準」を第4部会長として公表した。

## 略歴
東京帝国大学教授として同大学に「経営経済学」の講座を初めて開いた。1938年に起きた河合・土方事件のいわゆる平賀粛学の際に，1939年に辞表を提出して辞職。しかし、これを機としてその豊富な学識をもって活躍。1939年10月に陸軍省経理局の嘱託として「陸軍軍需品工場事業場原価計算要綱」（「陸軍要綱」と略称される）を立案した。このとき、当時立教大学の教授であった鍋島達に「貴様の命を呉れい」と言われて「陸軍要綱」の作成に協力するように求められたという逸話がある。中西寅雄と鍋嶋 達の師弟協力の間柄は親密であった。東大時代の愛弟子として他に弘前大学の学長になった柳川昇がいた。
戦後は、大阪大学経済学部教授として活躍、在任中は経済学部長に就任、退職後は、大阪大学名誉教授となり、慶應義塾大学商学部教授、拓殖大学商学部教授を歴任し、教育者として多くの青年に深い影響を与えた。また、戦後の荒廃した日本の経済再建のために、経営教育、中小企業指導、企業会計、税制、公認会計士制度、生産性運動等の各般に亘って、理論的・指導者として偉大な貢献をした。
1959年、日本生産性本部中小企業原価計算委員会名で出版された『中小企業のための原価計算』は、実質上中西寅雄の著作といわれている。「原価計算基準」は、1962年11月に大蔵省企業会計審議会から公表された。そのとき第4部会長を務めていた。その後の高度経済成長は「原価計算基準」があったからこそ達成されたと考えられている。1965年に発行された鍋島達教授との編著『現代における経営の理念と特質』（日本生産性本部）は、学界、産業界、官庁等の各方面に偉大な貢献となった。
慶應義塾大学時代の門下生として山口操、植竹晃久、貫隆夫、十川広国、岩邊晃三、拓殖大学時代の門下生として小原博などの諸教授がいる。

## 年譜
- 1896年（明治29年）3月11日、和歌山県那賀郡東貴志村（現・紀の川市）に誕生。
- 1916年（大正5年）、熊本の第五高等学校卒業。京都帝国大学法科大学政治経済学科入学。
- 1917年（大正6年）、同学退学。東京帝国大学法科大学商業学科入学。
- 1920年（大正9年）、同学卒業。東京帝国大学大学院入学。
- 1921年（大正10年）、東京帝国大学助手。
- 1923年（大正12年）、東京帝国大学助教授。
- 1923年（大正12年）〜1926年（大正15年）、商業学、特に商事経営学研究のためイギリス、ドイツ、米国へ出張[1]。
- 1927年（昭和2年）、東京帝国大学教授。｢経営経済学｣の講座を担当。
- 1939年（昭和14年）、東大経済学に前年起きた河合・土方事件のいわゆる平賀粛学の際に辞表を提出して東大教授を辞職。
- 1947年（昭和22年）、経済安定本部・企業会計制度対策調査会（後の大蔵省・企業会計審議会）委員。同第4部会（原価計算基準）部会長。
- 1943年（昭和23年）、公認会計士管理委員会委員。公認会計士試験委員会委員長。
- 1954年（昭和29年）、経済学博士の学位授与（東京大学）。論文の題は「経営費用論」[2]。
- 1952年（昭和27年）〜1959年（昭和34年）、大阪大学経済学部教授。
- 1956年（昭和31年）、大阪大学経済学部長。
- 1959年（昭和34年）、大阪大学名誉教授。
- 1959年（昭和34年）〜1969年（昭和44年）、慶應義塾大学商学部教授。
- 1962年（昭和37年）〜1975年（昭和50年）、日本生産性本部研究所所長、日本生産性本部常務理事。
- 1969年（昭和44年）、叙勲二等瑞宝章下賜。
- 1969年（昭和44年）〜1975年（昭和50年）、拓殖大学商学部教授。
- 1975年（昭和50年）4月25日逝去、墓所は聖カテドラル聖マリア大聖堂納骨堂。

## 学説の変遷
1931年に刊行した『経営経済学』の出現は、当時の経営経済学界にとって画期的であった。この書で理論的経営経済学を学問的に体系づけ、理論的社会経済学の一分野として個別的資本の運動をそれ自体として研究する学である、という斬新な知見を開発した。特にマルクス経済学を基礎として、経済学の研究対象を個別資本の運動とする主張を日本で初めて提唱した。この個別資本学説は、『経営経済学』に展開された。この著述の公刊は、黒澤清教授が述べるように、その影響力は遠く戦後にまで及び、批判経営学の名において、この仮説の演繹的展開を試みる者が少なくなかった。
1936年に刊行された『経営費用論』は，経営費用論の名を持つ日本における最初の書物である。その後、経営費用論という表題の書物がたくさん表れるようになったのであるが、今なお古典的名著であることを失っていないのである。『経営費用論』において、企業における資本循環を費用、収益、利益の関連過程として把握し、この意味でこの費用問題が経営経済理論の中心課題との観点に立って費用の本質を明らかにしている。個別資本学説は、『経営費用論』の第1章に残っている。
しかし、1952年には、理論的科学としての個別資本学説に自ら疑念を抱きその反省が必要であることを日本経営学会の公開席上で表明した。経営学的に実りなき個別運動の仮説を克服して、ここに新たなる中西経営学が展開されることとなる。この段階で、経営学を経営に関する技術的科学として基礎づけることが最も妥当であると主張する。ドイツにおける経営経済学の主流とアメリカの経営学は、この学を技術学として発展させ来たったものであると見たわけである。
現代経済を表徴する企業は、単なる私的存在ではない。現代企業はその存在と栄枯盛衰が、企業を取り囲んで社会的に広汎に分布している投資家、債権者、労働者、消費者または販売取引者、資材等の購入先、地域社会、行政機関等もろもろの社会集団の利害安危に密接かつ甚大な影響をもつ存在となっており、企業はいまや社会化された制度すなわち社会的存在と解釈されなければならない。それは、現代企業が社会経済の一環として、経済価値生産の増進と価値の公正な分配によって、社会全体の福祉welfareの増進に貢献するという企業の社会的任務を反映する存在だからである。そしてこれこそが現代企業の目的ないし存在理由（レーゾン・デートル）なのである。
中西寅雄の技術的科学としての経営学は、こうした経済発展の歴史的かつ理論的考察に基づく新しい企業観に立って、如何にして企業経営の合目的的な構成と運用を図るか、即ちそのための手段の系列は何か、を探索する学問として一貫して探索されている。後期中西経営学説（原価計算論、管理会計論を含む）は、このような特質をもつ壮大な学問体系である。

## 主な著書

### 単著
- 『経営経済学』 日本評論社、1931年
- 『経営費用論』 千倉書房、1936年
- 『新刊 経営費用論』 千倉書房、1973年
- 『中西寅雄 経営経済学論文選集』 (千倉書房)、1980年

### 共編著
- 鍋島達 共編著『現代における経営の理念と特質』 日本生産性本部、1965年